# Exile (lied)
Exile (gestileerd in onderkast) is een nummer van Taylor Swift en Bon Iver. Het werd uitgebracht als onderdeel van Swifts achtste studioalbum folklore op 24 juli 2020. Een paar weken later werd het als single uitgebracht op Amerikaanse alternatieve radiostations.
Hoewel het nummer niet de Nederlandse Top 40 bereikte, behaalde het de 84ste plek in de Single Top 100, de 37ste plek in de Vlaamse Ultratop 50 en maar liefst de zesde plek in de Billboard Hot 100. Het nummer werd genomineerd voor de Grammy voor Best Pop Duo/Group Performance bij 63e Grammy Awards.

## Achtergrond
Swift schreef de eerste versie van "exile" samen met William Bowery, een naam die later een pseudoniem bleek te zijn voor Swifts vriend Joe Alwyn. Swift onthulde in de concertfilm folklore: the long pond studio sessions dat Alwyn de pianomelodie en het eerste couplet schreef, waarop Swift hem vroeg om samen aan het nummer te werken. Swift en Alwyn ontwikkelden "exile" tot een demoversie van het nummer, waarop Swift zowel de vrouwelijke als mannelijke stem zong, en stuurden dat naar producer Aaron Dessner. Na overleg met Swift benaderde Dessner Justin Vernon voor de mannelijke stem op het nummer. Vernon accepteerde en maakte met Swift en Alwyn het nummer af.

## Ontvangst
'Exile' werd positief ontvangen. Verschillende recensenten beschreven het duet als een van de hoogtepunten van het album. Bij Under the Radar vond men dat Swift en Vernon goed samen klonken en volgens Spin is "exile" één van Swiftts beste duetten tot nu toe. John Caramanica gaf namens The New York Times complimenten over het einde van het nummer waarin Swift en Vernon om de beurt een regel zingen. Ook bij Vulture was men enthousiast over dit gedeelte. Consequence of Sound benoemde "exile" tot nummer van de week.
Onder Nederlandse recensenten werd 'exile' gemengd ontvangen. Verschillende recensenten leken enthousiast te zijn over het nummer en Rufus Kain schreef voor Trouw dat het duet "volstrekt organisch" klonk op folklore. Andere recensenten waren minder enthousiast over 'exile'. Zo beschrijft Gijs Kramer voor de Volkskrant hoe Swift net niet de juiste snaar weet te raken op het nummer. Dit schrijft hij toen aan het feit dat Vernon en Swift elkaar nog nooit in het echt hadden ontmoet toen ze het nummer opnamen.

### Hitlijsten
"Exile" bereikte in verschillende landen de top tien van de hitlijsten. Zo bereikte het in de Verenigde Staten de zesde plek in de Billboard Hot 100. In Ierland, Australië en Singapore behaalde "exile" de derde plek in de hitlijsten. In Nieuw-Zeeland, Canada en het Verenigd Koninkrijk kwam "exile" op respectievelijk de vijfde, zesde en achtste plek. In Nederland stond "exile" één week in de Single Top 100, op de 84ste plek. Het bereikte de Top 40 niet. De single was populairder in Vlaanderen, waar het 17 weken in de Ultratop 50. De hoogste positie die "exile" behaalde, was de 37ste plek.

### Prijzen en nominaties
"Exile" werd genomineerd voor een Grammy voor het beste pop optreden door een duo of een group. Swift moest het echter afleggen tegen Lady Gaga en Ariana Grande met hun nummer "Rain On Me".

## Live uitvoeringen
Swift en Vernon traden één keer op met "exile". Dat deden ze in de concertfilm folklore: the long pond studio sessions. Daarvoor kwamen Swift en Vernon opnieuw niet samen. Swift speelde het lied samen met Aaron Dessner en Jack Antonoff, met wie ze een groot deel van folklore produceerde, en Vernon nam zijn partij via een video stream op. De concertfilm verscheen op Disney+, maar de opname van "exile" werd ook op YouTube geplaatst.

## Hitnoteringen

### Single Top 100
| Hitnoteringen: (Week 1) 01-08-2020 | Hitnoteringen: (Week 1) 01-08-2020 | Hitnoteringen: (Week 1) 01-08-2020 |
| Week:                              | 1                                  |                                    |
| ---------------------------------- | ---------------------------------- | ---------------------------------- |
| Positie:                           | 84                                 | uit                                |

### Ultratop 50
| Hitnoteringen: (Week 1 t/m 6) 15-08-2020 t/m 19-09-2020 Hitnoteringen: (Week 7 t/m 16) 03-10-2020 t/m 05-12-2020 Hitnoteringen: (Week 17) 19-12-2020 | Hitnoteringen: (Week 1 t/m 6) 15-08-2020 t/m 19-09-2020 Hitnoteringen: (Week 7 t/m 16) 03-10-2020 t/m 05-12-2020 Hitnoteringen: (Week 17) 19-12-2020 | Hitnoteringen: (Week 1 t/m 6) 15-08-2020 t/m 19-09-2020 Hitnoteringen: (Week 7 t/m 16) 03-10-2020 t/m 05-12-2020 Hitnoteringen: (Week 17) 19-12-2020 | Hitnoteringen: (Week 1 t/m 6) 15-08-2020 t/m 19-09-2020 Hitnoteringen: (Week 7 t/m 16) 03-10-2020 t/m 05-12-2020 Hitnoteringen: (Week 17) 19-12-2020 | Hitnoteringen: (Week 1 t/m 6) 15-08-2020 t/m 19-09-2020 Hitnoteringen: (Week 7 t/m 16) 03-10-2020 t/m 05-12-2020 Hitnoteringen: (Week 17) 19-12-2020 | Hitnoteringen: (Week 1 t/m 6) 15-08-2020 t/m 19-09-2020 Hitnoteringen: (Week 7 t/m 16) 03-10-2020 t/m 05-12-2020 Hitnoteringen: (Week 17) 19-12-2020 | Hitnoteringen: (Week 1 t/m 6) 15-08-2020 t/m 19-09-2020 Hitnoteringen: (Week 7 t/m 16) 03-10-2020 t/m 05-12-2020 Hitnoteringen: (Week 17) 19-12-2020 | Hitnoteringen: (Week 1 t/m 6) 15-08-2020 t/m 19-09-2020 Hitnoteringen: (Week 7 t/m 16) 03-10-2020 t/m 05-12-2020 Hitnoteringen: (Week 17) 19-12-2020 | Hitnoteringen: (Week 1 t/m 6) 15-08-2020 t/m 19-09-2020 Hitnoteringen: (Week 7 t/m 16) 03-10-2020 t/m 05-12-2020 Hitnoteringen: (Week 17) 19-12-2020 | Hitnoteringen: (Week 1 t/m 6) 15-08-2020 t/m 19-09-2020 Hitnoteringen: (Week 7 t/m 16) 03-10-2020 t/m 05-12-2020 Hitnoteringen: (Week 17) 19-12-2020 | Hitnoteringen: (Week 1 t/m 6) 15-08-2020 t/m 19-09-2020 Hitnoteringen: (Week 7 t/m 16) 03-10-2020 t/m 05-12-2020 Hitnoteringen: (Week 17) 19-12-2020 | Hitnoteringen: (Week 1 t/m 6) 15-08-2020 t/m 19-09-2020 Hitnoteringen: (Week 7 t/m 16) 03-10-2020 t/m 05-12-2020 Hitnoteringen: (Week 17) 19-12-2020 | Hitnoteringen: (Week 1 t/m 6) 15-08-2020 t/m 19-09-2020 Hitnoteringen: (Week 7 t/m 16) 03-10-2020 t/m 05-12-2020 Hitnoteringen: (Week 17) 19-12-2020 | Hitnoteringen: (Week 1 t/m 6) 15-08-2020 t/m 19-09-2020 Hitnoteringen: (Week 7 t/m 16) 03-10-2020 t/m 05-12-2020 Hitnoteringen: (Week 17) 19-12-2020 | Hitnoteringen: (Week 1 t/m 6) 15-08-2020 t/m 19-09-2020 Hitnoteringen: (Week 7 t/m 16) 03-10-2020 t/m 05-12-2020 Hitnoteringen: (Week 17) 19-12-2020 | Hitnoteringen: (Week 1 t/m 6) 15-08-2020 t/m 19-09-2020 Hitnoteringen: (Week 7 t/m 16) 03-10-2020 t/m 05-12-2020 Hitnoteringen: (Week 17) 19-12-2020 | Hitnoteringen: (Week 1 t/m 6) 15-08-2020 t/m 19-09-2020 Hitnoteringen: (Week 7 t/m 16) 03-10-2020 t/m 05-12-2020 Hitnoteringen: (Week 17) 19-12-2020 | Hitnoteringen: (Week 1 t/m 6) 15-08-2020 t/m 19-09-2020 Hitnoteringen: (Week 7 t/m 16) 03-10-2020 t/m 05-12-2020 Hitnoteringen: (Week 17) 19-12-2020 | Hitnoteringen: (Week 1 t/m 6) 15-08-2020 t/m 19-09-2020 Hitnoteringen: (Week 7 t/m 16) 03-10-2020 t/m 05-12-2020 Hitnoteringen: (Week 17) 19-12-2020 | Hitnoteringen: (Week 1 t/m 6) 15-08-2020 t/m 19-09-2020 Hitnoteringen: (Week 7 t/m 16) 03-10-2020 t/m 05-12-2020 Hitnoteringen: (Week 17) 19-12-2020 | Hitnoteringen: (Week 1 t/m 6) 15-08-2020 t/m 19-09-2020 Hitnoteringen: (Week 7 t/m 16) 03-10-2020 t/m 05-12-2020 Hitnoteringen: (Week 17) 19-12-2020 |
| Week: | 1 | 2 | 3 | 4 | 5 | 6 | | 7 | 8 | 9 | 10 | 11 | 12 | 13 | 14 | 15 | 16 | | 17 | |
| --- | --- | --- | --- | --- | --- | --- | --- | --- | --- | --- | --- | --- | --- | --- | --- | --- | --- | --- | --- | --- |
| Positie: | 46 | 38 | 37 | 38 | 37 | 43 | uit | 47 | 50 | 38 | 48 | 39 | 43 | 46 | 47 | 50 | 44 | uit | 43 | uit |